# Ministère de la Défense (Cameroun)
Le Ministère de la Défense du Cameroun, est la structure administrative gouvernementale de l'État camerounais responsable de la politique de défense militaire et de la gestion permanente des forces armées camerounaises. Le  siège du ministère de la défense est situé au quartier général à Yaoundé.

## Histoire
Le Ministère de la défense, autrefois Ministère des Forces Armées a été créé dès l'indépendance en 1960. Il a pris le nom de Ministère de la Défense avec la réforme de l'armée en 1985, subdivisée en trois régions militaires et trois régions de Gendarmerie en passant sous le contrôle direct de la Présidence de la République. L'actuel Ministre Délégué à la présidence chargée de la Défense est Joseph Béti Assomo.

## Organisation

### Ministre délégué à la présidence de la République
Le ministère de la Défense placé sous l’autorité d’un ministre délégué à la présidence de la République. Il est assisté de secrétaires d’État. Il a pour principales fonctions l’étude des plans de défense, la mise en œuvre de la politique de défense, la coordination et du contrôle des Forces de défense, et l’organisation et du fonctionnement des juridictions militaires.

### Forces de défense
Les forces de défense du Ministère de la Défense comprennent : les forces de la Gendarmerie Nationale, les forces de l’Armée de terre, les forces de l’Armée de l’air, et les forces de la marine Nationale.

## Liste des ministres chargés de la défense
| N° | Périodes                      | Noms et Prénoms         | Images |
| -- | ----------------------------- | ----------------------- | ------ |
| 1  | 1960—1961                     | Jean Baptiste Mabaya    |        |
| 2  | 1961—1982                     | Sadou Daoudou           |        |
| 3  | 1982—1983                     | Abdoulaye Maikano       |        |
| 4  | 1983—1985                     | Gilbert Andze Tsoungui  |        |
| 5  | 1985—1986                     | Jerôme Emilien Abondo   |        |
| 6  | 1986—1990                     | Michel Meva'a M'eboutou |        |
| 7  | 1990—1996                     | Edouard Akame Mfoumou   |        |
| 8  | 1996—1997                     | Philippe Menye Me Mve   |        |
|    | 7 décembre 1997—27 avril 2001 | Amadou Ali              |        |
|    | 27 avril 2001—7 décembre 2004 | Laurent Esso            |        |
|    | 8 décembre 2004—30 juin 2009  | Remy Ze Meka            |        |
|    | 30 juin 2009—1er octobre 2015 | Edgar Alain Mebe Ngo'o  |        |
|    | Depuis le 2 octobre 2015      | Joseph Beti Assomo      |        |